# Still Loving You: 1975-1995
Still Loving You: 1975-1995 —también conocido como Still Loving You (The Best Of)— es un álbum recopilatorio de la banda alemana de hard rock y heavy metal Scorpions, publicado en 1997 por EMI Records únicamente en Francia. Consiste en diecisiete canciones tomadas desde el disco In Trance (1995) hasta el compilado Deadly Sting (1995).
Dos días después de su lanzamiento ingresó en la lista musical francesa, en donde alcanzó el puesto 8 como máxima posición. En el mismo año la Syndicat national de l'édition phonographique (SNEP) lo certificó de disco oro, por vender más de 100 000 copias. Hasta el 2018, la empresa Infodisc estimó sus ventas en ese país en 139 800 unidades, sin tener en cuenta el streaming.

## Lista de canciones
| N.º | Título                      | Escritor(es)                        | Duración |  |
| 1.  | «In Trance»                 | Rudolf Schenker, Klaus Meine        | 4:42     |  |
| 2.  | «Catch Your Train»          | Schenker, Meine                     | 3:32     |  |
| 3.  | «Is There Anybody There?»   | Schenker, Meine, Herman Rarebell    | 3:57     |  |
| 4.  | «Lovedrive»                 | Schenker, Meine                     | 4:50     |  |
| 5.  | «Make It Real»              | Schenker, Rarebell                  | 3:50     |  |
| 6.  | «No One Like You»           | Schenker, Meine                     | 3:56     |  |
| 7.  | «Can't Live Without You»    | Schenker, Meine                     | 3:44     |  |
| 8.  | «Still Loving You»          | Schenker, Meine                     | 6:26     |  |
| 9.  | «Rock You Like a Hurricane» | Schenker, Meine, Rarebell           | 4:10     |  |
| 10. | «Big City Nights»           | Schenker, Meine                     | 4:08     |  |
| 11. | «Rhythm of Love»            | Schenker, Meine                     | 3:47     |  |
| 12. | «Believe In Love»           | Schenker, Meine                     | 5:22     |  |
| 13. | «Passion Rules the Game»    | Meine, Rarebell                     | 3:58     |  |
| 14. | «Living for Tomorrow»       | Meine, Rarebell                     | 7:14     |  |
| 15. | «Wind of Change»            | Meine                               | 5:10     |  |
| 16. | «Under the Same Sun»        | Meine, Mark Hudson, Bruce Fairbairn | 4:50     |  |
| 17. | «Edge of Time»              | Schenker, Meine                     | 3:39     |  |

## Certificaciones
| País    | Organismo certificador | Certificación | Ventas certificadas | Ref.  |
| ------- | ---------------------- | ------------- | ------------------- | ----- |
| Francia | SNEP                   | Oro           | 100 000             | [ 3 ] |